# Croton caryophyllus
Espèce
Croton caryophyllus est une espèce de plantes à fleurs du genre Croton et de la famille des Euphorbiaceae, présente au Brésil (Amazonas).
Il a pour synonyme :
- Oxydectes caryophyllus, (Benth.) Kuntze